# دیائوس
دیائوس (یونانی باستان: Διαῖος؛ تاریخ ورودی نامعتبر است) ژنرال نظامی اهل کورنت بود.دیائوس مگالوپولیس (یونانی باستان: Διαῖος، Diaios) (درگذشت ۱۴۶ سال قبل از میلاد) آخرین استراتژیست اتحادیه آخچائیان در یونان باستان قبل از انحلال اتحادیه توسط رومی ها بود. وی از سال ۱۵۰ تا ۱۴۹ قبل از میلاد و از ۱۴۸ قبل از میلاد تا زمان مرگ به عنوان سردار اتحادیه خدمت کرد.
دیائیوس احتمالاً پسر دیوفان مگالوپولیس بود که در سالهای ۱۹۱-۱۹۲ پیش از میلاد ژنرال موفقی در لیگ آخائیان بود و خودش فرزند دیایوس دیگری بود. و عضو اشراف آرکادیان در کنفدراسیون آخائیان ، که درآن زمان کل پلوپونز را تشکیل می داد بود، دیائیوس جوان در سال ۱۵۰ پیش از میلاد به عنوان استراتژیست اتحادیه آخائیان انتخاب شد و جانشین منالکیداس اسپارت شد. منالیکیداس توسط کالیکراتس از لئونتیون متهم شده بود ، اما با جلب حمایت دیائیوس ، که با سه نفر رشوه داد ، خود را نجات داد. دیائیوس را معمولاً به این دلیل سرزنش می کردند 
خاندان او به خاطر تصاحب برخی از زمین های مورد مناقشه به مجلس سنای روم مراجعه کرده بودند. در پاسخ ، مجلس سنای روم نظر داده بود که تصمیم گیری در مورد همه موارد، به جز موارد مرگ و زندگی ، به عهده شورای بزرگ آخایاییان است. دیائیوس تصمیم گرفت که از استثنایی که در پاسخ رومی ها وجود داشت ، چشم پوشی کند.
لاکدایمونی ها او را به دروغگویی متهم کردند و اختلافات منجر به جنگ شد. با این حال ، لاکدایمونی ها به دنبال مذاکره بودند. دیائیوس ، با تأیید اینکه خصومت او علیه اسپارت به طور کلی نبوده ، بلکه علیه کسانی بوده است که اختلاف نظر را ایجاد کرده‌اند ، ترتیب تبعید ۲۴ نفر از شهروندان اصلی اسپارت را داد. این افراد به رم گریختند و به دنبال پناهگاهی در رم بودند. دیایوس به همراه کالیکراتس که در طول راه درگذشت برای مخالفت با پذیرش درخواست های آنها به رم سفر کرد.
علت سفر اهالی اسپارت این بود که منالکیدس ،  به اسپارتیها اطمینان داد که رومیان به نفع استقلال اسپارت اعلام موضع می کنند، این در حالی بود که  برای نتیجه معکوس دیائیوس به آخائیان هم تضمین داده بود. در حقیقت ، سنا تصمیم نهایی را اتخاذ نکرده بود ، اما قول داده بود که کمیسیونرهایش را برای حل اختلاف اعزام کند.

## جنگ با رومیان
در سال ۱۴۸قبل از میلاد ، علی‌رغم اینکه رومی ها چنین اقدامی را ممنوع کردند ، جنگ بین طرفین از سر گرفته شد. با این حال ، دیائیوس ، که در سال ۱۴۷ پیش از میلاد مجدداً به عنوان رئیس اتحادیه آخائی انتخاب شده بود ، تلاش کرد تا با مذاکره ، الحاق شهرهای اطراف اسپارت را به تصویب سنای روم برساند. هنگامی که نظر رومیان  که اسپارت و چندین ایالت دیگر را از اتحادیه آخائیان جدا می کرد به او رسید ، دیائیوس خشمگین شد و دست به اقدامات خشونت آمیزی زد که باعث جنگ با روم شد
در پاییز ۱۴۷ قبل از میلاد ، کریتولائوس به عنوان ژنرال اتحادیه اخائیه منتخب و جانشین دیایوس شد. اما مرگ او، بار دیگر دیاییوس را در سمت فرماندهی قرار داد. (این نتیجه بر اساس قانون آخائیان بود ، که در چنین مواردی پیش بینی می کرد که سلف متوفی باید اختیارات خود را از سر بگیرد.) تعداد نیروهای ارتش دیایوس با بردگان رهایی یافته و با اخذ مالیات شهروندان افزایش یافت
در عمل  دیائیوس با تقسیم نیروهای خود عاقلانه عمل نکرد. وی تعدادی از آنها را به پادگان مگارا و برای بررسی پیشرفت رومیان فرستاد. دیائیوس خود محل اقامت خود را در کورنت قرار داد و متلوس ، سردار رومی که به سمت کورینت پیشروی می کرد ، سفیرانی را برای پیشنهاد شرایط صلح به جانب او اعزام کرد. اما دیائیوس آنها را به زندان انداخت (اگرچه بعداً آنها راآزاد کرد). سپس دیائیوس ، سوسیکراتس  و همچنین فیلیونس را به دلیل توصیه به مذاکره با رومیان ، شکنجه کرد و تا حد مرگ شکنجه کرد.
پس از شکست در نبرد کورنتاو به مگالوپولیس (آرکادیا) فرار کرد نخست به جهت ترس از اسیر شدن همسرش را کشت سپس با سم خودکشی کرد و به عمر خود پایان داد. با مرگ او اتحادیه اخائیه از میان رفت.